# Hinamatsuri

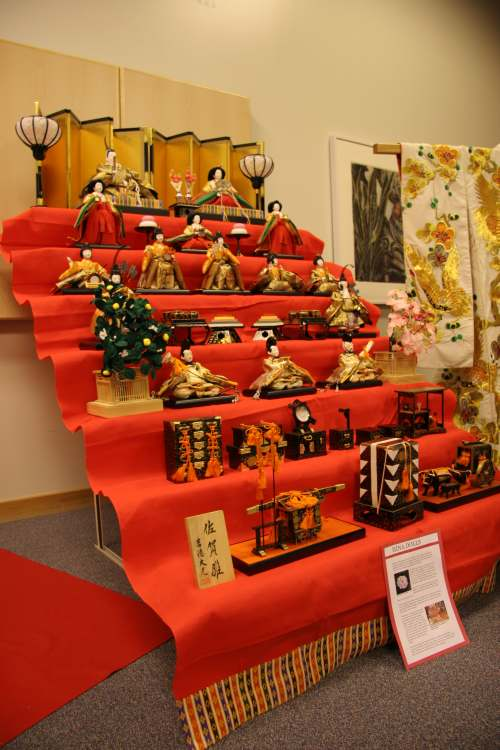
Os sete degraus na exposição Hina

O Festival de Dia Das Meninas (雛祭り, Hinamatsuri), ou "Dia das Meninas" é uma festa típica japonesa, que ocorre no dia 3 de março - terceiro dia do terceiro mês. Plataformas com panos (緋毛氈, hi-mōsen) vermelhos em degraus são dispostas para expor bonecas (雛人形, hina-ningyō), que representam o Imperador, a Imperatriz, serviçais, músicos com as vestimentas tradicionais do período Heian. O certo e a quantidade de degraus normalmente utilizados são: cinco degraus, porém você também pode fazer com 7. Mas, ao fazer isto, é necessário orar e benzer o local.

## Disposição

### Primeira plataforma

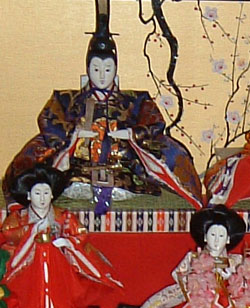
Um boneco do Imperador com duas servas

A fileira superior apresenta duas bonecas que representam o Imperador O-Dairi-sama (お内裏さま) e a Imperatriz O-Hina-sama (お雛さま). (Dairi significa Palácio Imperial, Hina é menina ou princesa). As bonecas são usualmente dispostas diante de uma tela dourada com dobradiças. 

### Segunda plataforma
O segundo degrau traz três meninas San-nin kanjo (三人官女). Entre elas há um recipiente.

### Terceira plataforma
No terceiro degrau estão cinco músicos Go-nin bayashi (五人囃し). Cada segura um instrumento musical, menos o cantor, que segura um leque.

### Outras plataformas
Na quarta, quinta e fileiras mais baixas uma variedade de mobílias em miniatura, ferramentas, carruagens, etc. são exibidas. Dois bonecos de ministros Zuijin (ががく), são dispostos à direita e à esquerda, no quinto degrau.

## Origens e Costumes
O costume de exibirem-se boneca começou durante o período Edo. Antigamente as pessoas acreditavam que as bonecas possuíam o poder de afastar os maus espíritos, e assim protegeria o dono.
O Hinamatsuri traz vestígios de um antigo costume japonês chamado Hina-nagashi (雛流し, lit. balsa da boneca) no qual bonecas feitas de papel eram colocadas num rio, que dirige-se ao mar, levando junto consigo os males ou os maus espíritos para proteger seus donos
Costumeiramente é bebido durante o festival o amazake, uma versão de baixo teor alcoólico do sake feito de arroz fermentado. Algumas das comidas tradicionais servidas na ocasião são:

### Hina-arare[2]
Docinhos feitos com arroz glutinoso (mochigome) crocante e açucarado. A camada externa de açúcar tem as cores branca que representa a neve do final do inverno, verde que representa a grama nova e rosa, as flores de pessegueiro. Uma superstição popular diz que se a exposição inteira não for desmontada após o período do festival, a meninas de tal família não conseguem se casar futuramente.

### Hishimochi[3]
O hishimochi também é um doce colorido com as cores verde, branca e rosa, como o hina-arare, mas é feito com a massa do arroz glutinoso. A massa é disposta em três ou cinco camadas. O doce geralmente é colocado nos altares decorativos da festa.

### Sakuramochi[3]
O sakuramochi é um doce tradicional japonês (wagashi), feito com arroz glutinoso e anko (pasta de feijão azuki). O bolinho é rosado e envolto com uma folha de cerejeira em conserva. Existem duas versões do doce: uma é feita com os grãos de arroz inteiros (estilo Kansai) e outra é feita com a farinha do arroz grelhada como crepe (estilo Tóquio).

### Tirashizushi[4]
O tirashizushi é um tipo de sushi bem colorido, servido em uma tigela. Sobre a porção de arroz temperado, são colocados peixe cru, cogumelos, omelete em tiras, alga nori e o que mais o chef permitir.